# 재미있는 금요일
《재미있는 금요일》은 대한민국의 KBS에 방송됐던 교양 프로그램이다.

## 기획 의도
어린이의 정서 함양과 꿈과 호기심을 길러줄 의외성 있는 기획 프로로 어린이 뮤지컬, 전국 어린이 노래자랑, 문예 특집 등을 기동성 있게 방송하는 포맷없는 기획물.

## 방송 시간
- KBS 1TV - 1984년 11월 2일부터 1987년 2월 20일까지, 매주 금요일 저녁 6시

## 역대 진행자
- 송영길

## 같이 보기
- 어린이 프로그램